# 게오르기우스 메르코우리스

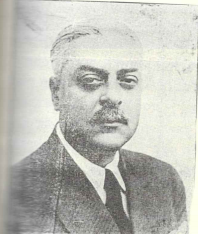

게오르기우스 S. 메르코우리스(그리스어: Γεώργιος Σ. Μερκούρης)는 그리스의 정치인이다. 그리스 민족사회당(파시즘)의 창당자.

## 같이 보기
- 그리스 국립은행